# كأس سابورتا
كأس سابورتا (بالإنجليزية: FIBA Saporta Cup)‏ كان دوري كرة سلة احترافي في قارة أوروبا، تأسس في سنة 1966. كان يتم تنظيمه من قبل الاتحاد الأوروبي لكرة السلة. توقف في سنة 2002. يعتبر كل من ريال مدريد لكرة السلة وبالاكانسترو كانتو الأكثر فوزا به وذلك برصيد 4 بطولات.

## وصلات خارجية
- الموقع الرسمي